# Parafia Matki Bożej Częstochowskiej w Kornalowicach
Parafia Matki Bożej Częstochowskiej w Kornalowicach − parafia rzymskokatolicka znajdująca się w archidiecezji lwowskiej w dekanacie Sambor.
Parafia nie posiada własnego proboszcza i jest administrowana dojazdowo przez proboszcza z parafii Sambor.